# Mary Shelley (película)
Mary Shelley es una película romántica histórica de 2017, dirigida por Haifaa al-Mansour y escrita por Emma Jensen. Se trata de una coproducción internacional, con las actuaciones de Elle Fanning, Maisie Williams, Douglas Booth, Bel Powley y Ben Hardy.
Se estrenó mundialmente en el Festival Internacional de Cine de Toronto, el 9 de septiembre del 2017. Se distribuyó en los Estados Unidos el 25 de mayo del 2018, a través de IFC Films, y en el Reino Unido el 6 de julio del 2018, a través de Curzon Artificial Eye.

## Argumento
La película relata la historia de la relación amorosa de la escritora Mary Shelley con el poeta Percy Bysshe Shelley, relación que la inspiró para crear Frankenstein.

## Elenco
- Elle Fanning como Mary Shelley.
- Douglas Booth como Percy Bysshe Shelley.
- Tom Sturridge como Lord Byron.
- Bel Powley como Claire Clairmont.
- Stephen Dillane como William Godwin.
- Ben Hardy como John William Polidori.
- Ciara Charteris como Harriet Shelley.
- Maisie Williams como Isabel Baxter.
- Joanne Froggatt como Mary Jane Clairmont.

## Producción
Mary Shelley (cuyo título original, A Storm In the Stars, se modificó en enero del 2017) está basada en un guion original de la australiana Emma Jensen, quien recibió fondos de Screen NSW y de Screen Australia para elaborar el primer borrador y para sus representantes en los Estados Unidos, United Talent Agency, quienes vendieron el guion a la productora estadounidense Amy Baer. El 28 de febrero del 2014, se eligió a Haifaa al-Mansour como director.
El 30 de julio del 2014, se incluyó a Elle Fanning en el reparto, para el papel del personaje central. Bel Powley (The Diary of a Teenage Girl) se unió al elenco el 20 de marzo del 2015, para el papel de Claire Clairmont, la media hermana de Mary que genera conflictos en la relación de los amantes. El 8 de mayo del 2015, Douglas Booth entró a formar parte del elenco, en el papel de Percy, y se eligió a HanWay Films como la productora que manejaría las ventas internacionales de la película. El 19 de febrero del 2016, entró Ben Hardy, y, para la producción, Alan Moloney y Ruth Coady, de Parallel Films. El 2 de marzo del 2016, Tom Sturridge, Maisie Williams, Stephen Dillane y Joanne Froggatt se unieron al elenco.

### Filmación
El rodaje inició el 20 de febrero del 2016, en Dublín, Irlanda. El 7 de marzo, la producción se mudó a Luxemburgo.

## Distribución
La película se estrenó mundialmente en el Festival Internacional de Cine de Toronto, el 9 de septiembre del 2017. Poco después, IFC Films y Curzon Artificial Eye adquirieron los derechos de distribución de la película para los Estados Unidos y para el Reino Unido, respectivamente. El estreno de la película en los Estados Unidos tuvo lugar durante el Festival de Cine de Tribeca, el 29 de abril de 2018.
Se distribuyó en los Estados Unidos el 25 de mayo del 2018, y en el Reino Unido el 6 de julio de ese mismo año.

## Recepción

### Taquillas
Mary Shelley generó una ganancia bruta de $97,321 dólares en los Estados Unidos y Canadá, de $1.8 millones de dólares en otros territorios y una ganancia mundial total de $1.9 millones.

### Críticas
En la página Rotten Tomatoes, la película tiene un porcentaje de aceptación del 40 por ciento, a partir de 113 reseñas críticas, con una calificación promedio de 5.4 sobre 10. El consenso de la crítica en ese sitio resume: "Mary Shelley suaviza lo fascinante de la vida de su personaje, y no logra comunicar la chispa de su obra clásica, lo que debilita los detalles finos de la época y la sólida actuación de Elle Fanning." En la página Metacritic, la película obtuvo un puntaje promedio ponderado de 49 sobre 100, a partir de 28 reseñas críticas, con "calificaciones mixtas o promedio".

## Ligas externas
- Página web oficial de la película
- Mary Shelley en Internet Movie Database (en inglés).
- Mary Shelley en All Movie

- Datos: Q23707684
- Multimedia: Mary Shelley / Q23707684